# 1598 Paloque
1598 Paloque је астероид главног астероидног појаса. Приближан пречник астероида је 13,39 ,
а средња удаљеност астероида од Сунца износи 2,331 астрономских јединица (АЈ).
Инклинација (нагиб) орбите у односу на раван еклиптике је 7,532 степени, а орбитални период износи 1300,156 дана (3,559 године). Ексцентрицитет орбите астероида износи 0,082.
Апсолутна магнитуда астероида износи 12,20 а геометријски албедо 0,129.
Астероид је откривен 11. фебруара 1950. године.